# Johann Wenzel Peter

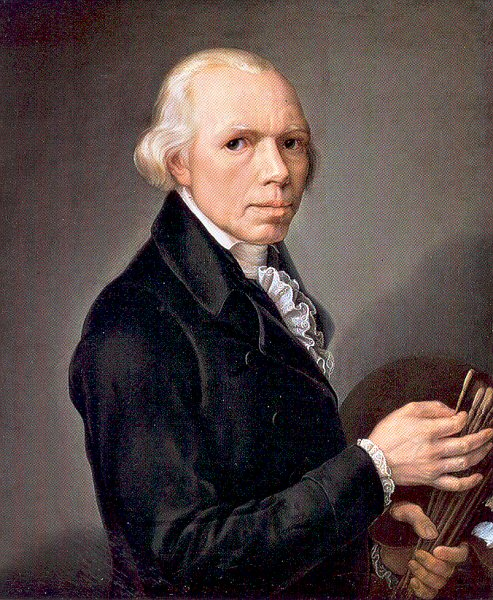
Selbstporträt (1803), Vatikanische Pinakothek

Johann Wenzel Peter, tschechisch Jan Václav Peter, meist Wenzel Peter, (* 8. September 1745 in Karlsbad, Böhmen; † 28. Dezember 1829 in Rom) war ein in Rom tätiger österreichischer Tiermaler.

## Leben und Werk

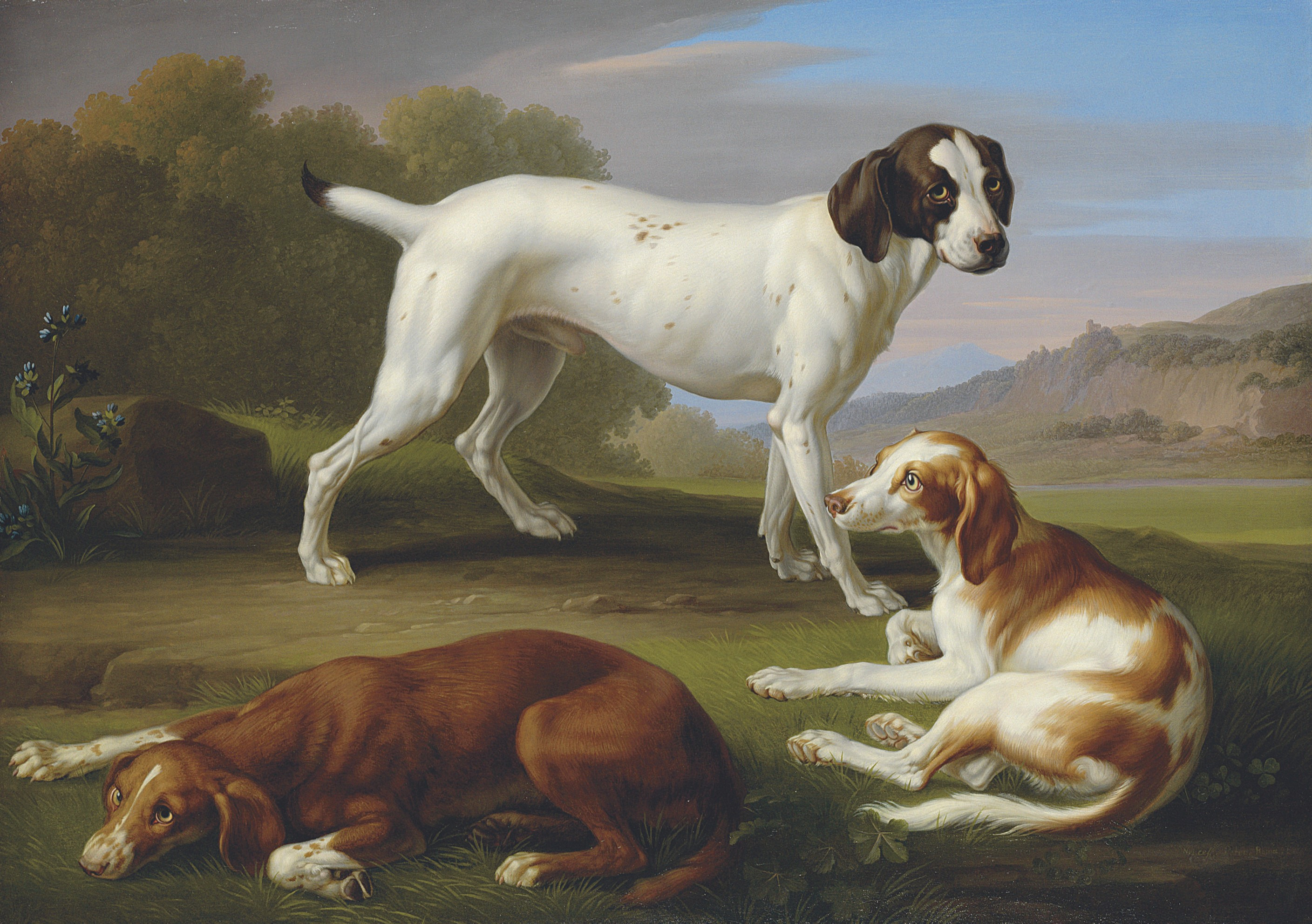
Ein English Pointer und zwei Setter vor einer klassischen Landschaft

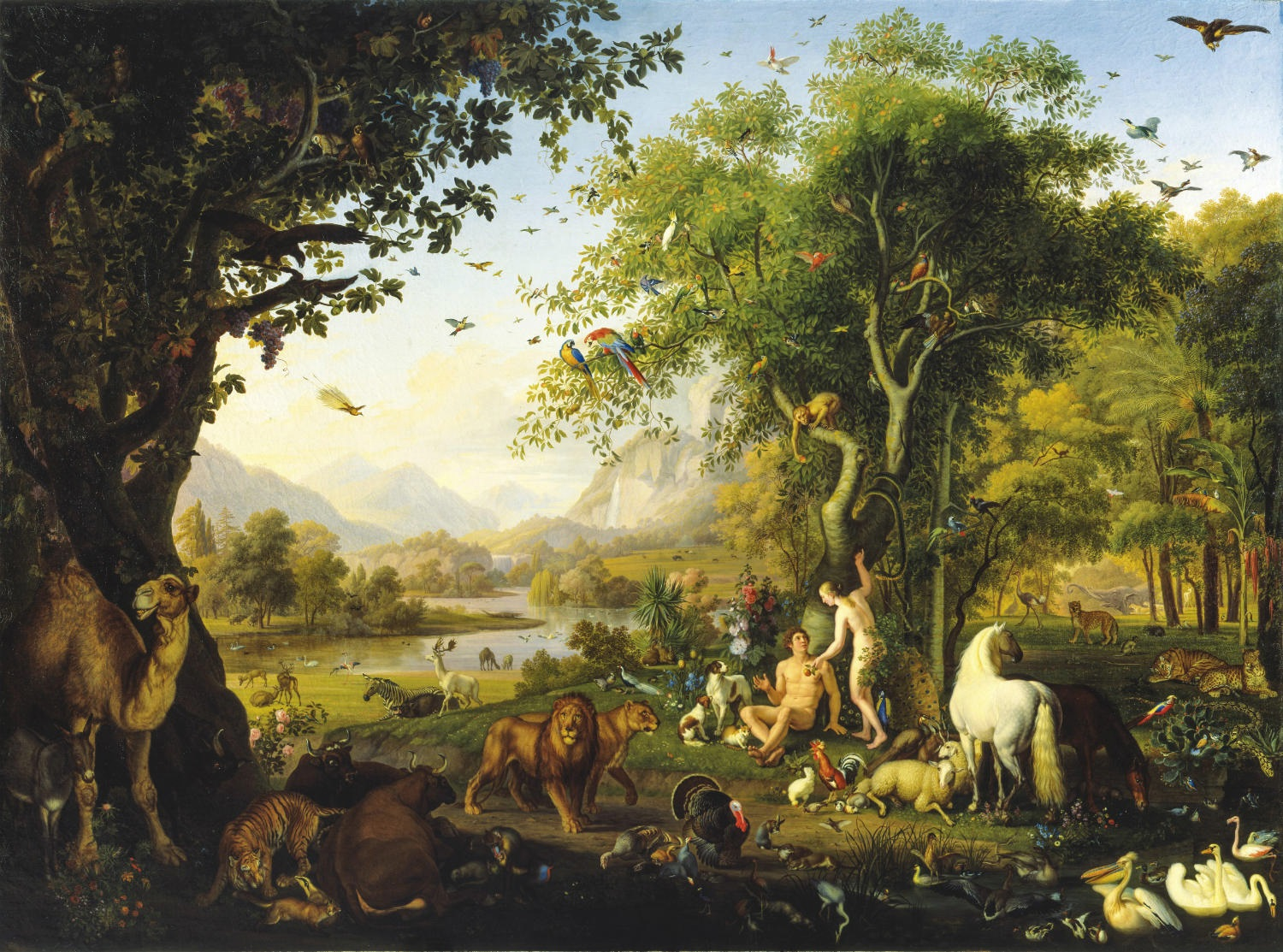
Adam und Eva im Paradies (Vatikanische Pinakothek, Inv. 41266)

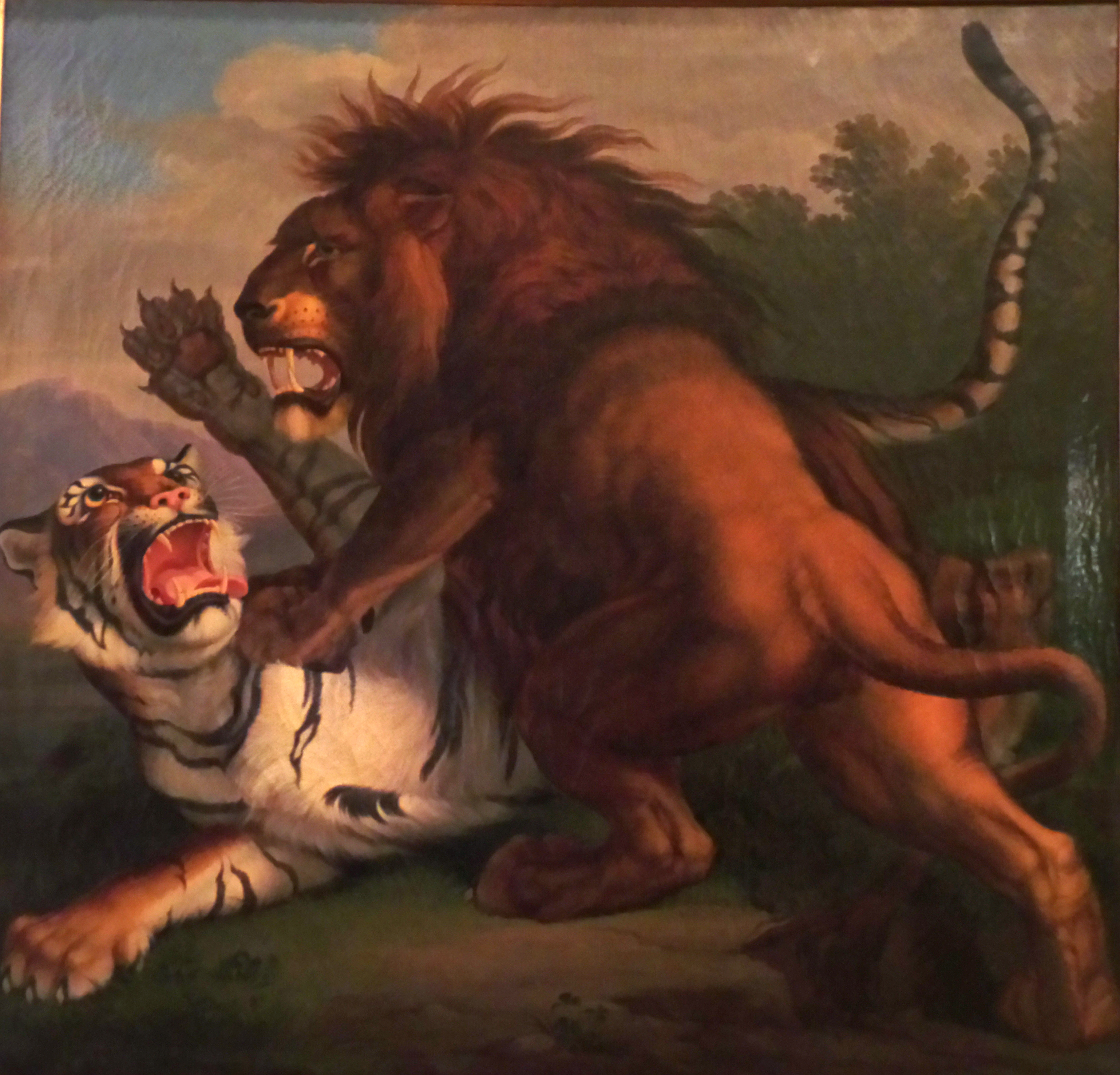
Kampf eines Löwen mit einem Tiger (Vatikanische Pinakothek, Inv. 41262)

Er war der Sohn des aus Berlin stammenden Karlsbader Büchsenmachermeisters Johann Georg Peter und dessen Ehefrau Juliana Veronika, geb. Zißler und erlernte das Büchsenmacherhandwerk. Auf seiner Wanderschaft kam er nach Brünn, wo er sein Meisterstück, eine Pistole, anfertigte. Anschließend ging er nach Wien, wo er als Münzgraveur arbeitete. 
Dank der Förderung des Grafen Joseph von Kaunitz, kaiserlich-österreichischer Botschafter am päpstlichen Hofe, kam er 1774 nach Rom, um Bildhauerei zu studieren. Er zeigte aber unter dem Einfluss von Anton Raphael Mengs etwa ab 1781 mehr Interesse für Malerei und spezialisierte sich in der Tiermalerei. 
Für den Fürsten Borghese malte er 1784/85 die Eingangshalle des Casinos der Villa Borghese mit 162 Tierdarstellungen aus sowie weitere Bilder für die Sammlung des Casinos. Weiter malte er Tierdarstellungen für den Palazzo Chigi und den Palazzo Altieri sowie Werke für den Bankier Alessandro Torlonia und Lord Bristol.
Johann Wenzel Peter wurde 1812 zum Professor an der Accademia di San Luca berufen. 
Papst Gregor XVI. kaufte 1831 zwanzig seiner Gemälde für die Ausstattung der Sala del Concistoro im Päpstlichen Palast, heute in der Vatikanischen Pinakothek, darunter „Adam und Eva im Garten Eden“ mit der Darstellung von über zweihundert Tieren und den Kampf eines Löwen mit einem Tiger. Diese Gemälde bilden die größte zusammenhängende Sammlung von Peters Werken.
Seine Werke fanden lobende Erwähnung in der zeitgenössischen Kunstkritik, beispielsweise durch den mit Johann Wolfgang Goethe befreundeten Johann Heinrich Meyer:

„Peters,  ein Böhme, trefflicher Tiermaler, vereint in seinen Darstellungen mit reinem Natursinn noch die lockenden Eigenschaften einer schönen markigen Behandlung und glänzender Farbe. Wiewohl die Tiere als das Hauptfach unsers Künstlers zu betrachten sind, so hat er doch nebenher auch nicht ohne Lob historische Darstellungen und Bildnisse verfertigt.“